# E-Lo
E-Lo is een nummer uit 2018 van de Britse band Coldplay, uitgebracht onder het pseudoniem Los Unidades. Het is enige single van de EP Global Citizen – EP 1, die Coldplay ook onder die naam heeft uitgebracht. Op het nummer doen ook de Amerikaanse zanger Pharrell Williams en rapper Jozzy mee.
De opbrengsten van "E-Lo" gingen naar het goede doel, waar Coldplay-frontman Chris Martin zich met het gelijknamige popfestival "Global Citizen" ook voor inzet. Het nummer werd een klein radiohitje in Nederland en België. Het haalde in Nederland de 6e positie in de Tipparade, en in Vlaanderen de 19e positie in de Tipparade.